# Kevrenn an Arvorig
La Kevrenn an Arvorig est un ensemble musical du Centre Finistère. Issue de l'école de musique "Kaniri ar Mor" de Crozon, l'idée de créer un bagad dans la presqu'île de Crozon prend forme en 1992. Le bagad du parc naturel régional d'Armorique est né, regroupant une quarantaine de communes. Ainsi la Kevrenn est le premier bagad "inter communautaire" (à cheval sur plusieurs communautés de communes) de Bretagne. 

## Historique
Le Bagad est créé en 1992 et le Bagadig en 1995. En 1995 le bagad Bleimor fusionne avec la Kevrenn. Dès le départ, il a souhaité mettre l'accent sur la formation en travaillant en parallèle avec l'école Musik an Arvorig. Les jeunes peuvent ensuite intégrer le bagadig. Le bagad continue aujourd'hui de mettre l'accent sur le respect et la mise en avant de cette musique traditionnelle, au niveau musical et culturel mais aussi humain. Dans cette démarche, ils sont en relation avec la Banda Gaites de Candas (l'équivalent d'un bagad en Espagne). Il accueille à plusieurs reprises des Asturiens en Finistère, en 2005, 2007, 2008, 2010.
Il participe régulièrement aux Jeux Nautiques Interceltiques en baie de Morlaix et à l'étranger. En 2002 il fête ses 10 ans à Pont-de-Buis. En septembre 2007 il défile aux Champs-Élysées à Paris lors de la Breizh Touch et en octobre il fête à Châteaulin ses 15 ans. En 2009 il descend de la 3e catégorie des bagadoù à la 4e. En 2011 le bagad inaugure le pont de Térénez.

### Voyages
- France : Corse (2000), Corbeil-Essonnes, Briançon (Festival Musique au Sommet 2010)
- Écosse : Largs (1999)
- Espagne : Galice, Pontevedra (2004), Asturies (2005, 2007), Gijón (2005), Festival de Candas (2007), Pays basque, Getxo (2008), Cantabrie, Santander (2010)
- Portugal : Alvarães (Viana do Castelo) (2009)
- Bretagne : Festival interceltique de Lorient, festival des Vieilles Charrues, festival des Filets bleus, festival de Cornouaille, concours du Sanglier d'Or à Ménez Meur...

## Formation
Le Bagad est formé de 3 pupitres : cornemuses, bombardes et batteries/percussions (caisses claires, grosse caisse).
Son siège se trouve à Saint-Éloy.
Chaque année, la Kevrenn participe aux concours organisés par la Bodadeg ar Sonerion, fédération des bagadoù.
La Kevrenn a mis en scène plusieurs spectacles accompagnés de cercles celtiques, comme le cercle Milinerien Ploveilh de Plomelin.
Son costume est constitué d'un gilet rouge, orné de broderies représentant différentes plantes représentatives de la flore du parc naturel régional d'Armorique. Il se porte sur une chemise à manches longues blanche, à col Mao. Une ceinture en cuir blanc s'ajoute pour le costume homme.